# Pietrelewo (rejon miadzielski)
Pietrelewo (biał. Пятрэлеўцы; ros. Петрелевцы) – wieś na Białorusi, w obwodzie mińskim, w rejonie miadzielskim, w sielsowiecie Słoboda.
Inna nazwa miejscowości – Petrelewo.

## Historia
W czasach zaborów w gminie Wołkołata, w powiecie wilejskim, w guberni wileńskiej Imperium Rosyjskiego.
W latach 1921–1945 wsie Pietrelewo I i Pietrelewo II leżały w Polsce, w województwie wileńskim, w powiecie duniłowickim, od 1926 w powiecie postawskim, w gminie Wołkołata, a następnie w gminie Żośno.
Według Powszechnego Spisu Ludności z 1921 roku zamieszkiwało:
- Pietrelewo I  – 113 osób, 110 były wyznania rzymskokatolickiego a 3 prawosławnego. Jednocześnie 112 mieszkańców zadeklarowało polską przynależność narodową, 1 białoruską. Było tu 21 budynków mieszkalnych[3]. W 1931 w 25 domach zamieszkiwało 114 osób[4].
- Pietrelewo II  – 96 osób, wszystkie były wyznania rzymskokatolickiego i zadeklarowało polską przynależność narodową. Było tu 21 budynków mieszkalnych[3]. W 1931 w 25 domach zamieszkiwało 123 osoby[4].

Wierni należeli do parafii rzymskokatolickiej w Wesołusze i prawosławnej w Starych Habach. Miejscowość podlegała pod Sąd Grodzki w Miadziole i Okręgowy w Wilnie; właściwy urząd pocztowy mieścił się w Słobodzie.
Po agresji ZSRR na Polskę w 1939 roku wsie znalazły się w granicach BSRR. W latach 1941–1944 były pod okupacją niemiecką. Od 1945 leżały w BSRR. Od 1991 roku w Republice Białorusi.